# Мехрвар
Мехрва́р (тадж. Меҳрвар) — село у складі Хатлонської області Таджикистану. Адміністративний центр Чубецького джамоату району імені Мір Саїда Алії Хамадоні.
Колишня назва Окмазор, Акмазор, сучасна — з 11 грудня 2012 року. Станом на 2009—2010 роки село було поділене на 3 окремих населених пункти: Окмазорі-Боло, Окмазорі-Мійона та Окмазорі-Пойон.
Населення — 5503 особи (2010; 5051 в 2009).